# Ennio Bianchi
Ennio Bianchi (Lecco, 18 settembre 1919 – Monza, 2005) è stato un calciatore italiano, di ruolo attaccante.

## Caratteristiche tecniche
Giocava come centravanti e ala sinistra seppur destrorso.

## Carriera
Inizia a giocare con i Martinitt (ULIC) di Milano dopo aver fatto per alcuni anni il raccattapalle.

In una partita amichevole al Ticinese segna 3 gol ai ragazzi del Milan e il dirigente accompagnatore "Pin" Santagostino gli chiese se voleva giocare col Milan visto che a 14 anni compiuti poteva iniziare a lavorare e uscire dai Martinitt.
La sua prima società sportiva fu perciò il Milan che lo inserì nelle proprie giovanili, società con cui rimane fino al 1941 (con una parentesi dal 1936 al 1938 nel Seregno) senza però esordire in partite ufficiali con la prima squadra.
Vince col Milano il campionato nazionale Riserve 1938-1939.
Lasciato libero per adempiere agli obblighi militari Ennio Bianchi rimane internato in Svizzera presso il paesino di Darwangen e rientra in Italia solo dopo l'8 settembre 1943.
Nel 1944 ha giocato 3 partite nel Campionato Alta Italia con la maglia del Milan, che nel 1945 lo mette in lista di trasferimento. Successivamente ha giocato in Serie C con le maglie di Pavia, Magenta e Gallaratese (una stagione ciascuna) e con la Pro Sesto nella stagione 1950-1951, conclusa dalla formazione milanese con la retrocessione in Promozione regionale, categoria in cui Bianchi ha militato nella stagione 1951-1952 con la Pro Sesto (con cui in totale ha realizzato 3 gol in 45 partite giocate) e nella stagione 1952-1953 con la Rhodense, con la cui maglia ha vinto il campionato conquistando la promozione in IV Serie. Ha giocato in IV Serie nella stagione 1953-1954 sempre con la Rhodense.
Successivamente giocò in Prima Divisione con il Corsico ricoprendo il ruolo di mezzala destra contribuendo alla promozione al neo costituito Campionato Nazionale Dilettanti. Gioca ancora per due stagioni in Prima Divisione a Muggiò nel "La Muggiorese" con Candido Beretta. Avvicinatosi a casa per motivi di lavoro fonda a Monza nel settembre 1959 l'A.C. Marfor I.S.I. iscrivendola in Terza Categoria e al campionato Juniores del Comitato Locale di Monza.
Continuò a giocare campionati dilettantistici lombardi fino all'età di 46 anni giocando sempre con la società sportiva da lui fondata, la Marfor I.S.I., poi trasferitasi sul campo sportivo di Vedano al Lambro.

## Palmarès

### Club

#### Competizioni nazionali
- Campionato Riserve: 1

Milano: 1938-1939

#### Competizioni regionali
- Promozione: 1

Rhodense: 1952-1953
- Prima Divisione: 1

Corsico: 1955-1956